# Охович, Элли
Элизабет Кристин «Элли» Охович Марк (англ. Elizabeth Kristine "Elli" Ochowicz Mark род. 15 декабря 1983 года в городе Уокешо, штат Висконсин, родной город Пало-Алто) — американская конькобежка, участница зимних Олимпийских игр 2002, 2006, 2010 годов. 3-кратная чемпионка Америки по спринтерскому многоборью и 5-кратная на отдельных дистанциях.

## Биография
Элли Охович родилась в семье олимпийского велогонщика Джима Оховича и олимпийской чемпионки по конькобежному спорту Шейлы Янг. Она начала заниматься катанием на коньках в возрасте 8 лет, решив пойти по стопам своих родителей. Уже в 14 лет она побила личный рекорд своего отца, на дистанции 500 метров. 
В сезоне 1994/95 стала участвовать в региональных соревнованиях среди младших детей в Милуоки. В 1997 году стала выступать на чемпионате США среди взрослых и заняла 2-е место в многоборье на юниорском Кубке Америки. Через год выиграла юниорские чемпионат США в многоборье и Кубок Америки, а в 1999 году повторила этот результат. В сезоне 1999/2000 дебютировала на Кубке мира, на юниорском чемпионате мира и на чемпионате мира в спринтерском многоборье в Сеуле, где заняла 24-е место.
В декабре 2001 года на олимпийском отборе Элли заняла 5-е места на дистанциях 500 и 1000 м и прошла квалификацию на олимпиаду 2002 года. Но сначала в январе 2002 года участвовала на спринтерском чемпионате мира в Хамаре и заняла там 18-е место, а в феврале на зимних Олимпийских играх в Солт-Лейк-Сити заняла 22-е место в забеге на 500 м. В 2002 году окончила школу зимних видов спорта в Парк-Сити.
В 2004 году она впервые выиграла золотую медаль Национального первенства в спринтерском многоборье, на дистанции 500 м и заняла 3-е место в беге на 1500 м, а на спринтерском чемпионате мира в Нагано поднялась на 16-е место. Следующие два сезона на мировых первенствах выше третьего десятка не поднималась. В январе 2006 года выиграла чемпионат США на дистанции 500 м и стала 3-й на 1000 м, тем самым вошла в олимпийскую сборную.
На своих вторых зимних Олимпийских играх в Турине Элли заняла 23-е место в забеге на 500 м и 32-е на 1000 м. Её лучшим результатом на мировом первенстве в спринте стало 13-е место на чемпионате мира в Херенвене в 2008 году, а на отдельных дистанциях стало 13-е место на чемпионате мира в Ванкувере в 2009 году.
В октябре 2009 года она прошла квалификацию на олимпиаду 2010 года, выиграв на этапе Кубка мира в Милуоки дистанцию 500 м и заняв 3-е место на 1000 м. В 2010 году на зимних Олимпийских играх в Ванкувере Элли заняла 17-е место на дистанции 500 м и 26-е на 1000 м.
В декабре 2013 года Элли не смогла пройти квалификацию на олимпиаду 2014 года, заняв 5-е место на дистанции 500 м.

## Личная жизнь
Элли Охович с 1998 по 2014 год занималась частным менеджментом и маркетингом в качестве самозанятой в Солт-Лейк-Сити. Она обучалась с 2010 по 2014 год в Университете Юты на факультете психологии. С 2012 по 2015 год администратор по маркетингу в компании "BMC Racing Team" в Санта-Розе, а с августа 2015 года по-настоящее время работает в компании "Adobe" в качестве менеджера по привлечению талантов в Калифорнии, где и проживает в Менло-Парке. Замужем за Ксандером Марком. Любит гулять со своими собаками Беллой и Новой. У неё есть младший брат Алекс Охович, который учился в Пало-Алто, где живут родители, он также занимался конькобежным спортом и хоккеем. Её отец Джим Охович является частным банкиром и руководителем профессиональной велокоманды, а мать Шейла Янг преподаёт физкультуру в средней школе.